# Grande Prêmio da Argentina de 1995
Resultados do Grande Prêmio da Argentina de Fórmula 1 realizado em Buenos Aires em 9 de abril de 1995. Segunda etapa da temporada, teve como vencedor o britânico Damon Hill, da Williams-Renault.

## Classificação da prova

### Treino oficial
| Pos.   | Nº | Piloto                 | Construtor         | Tempo Q1 | Tempo Q2  | Diferença |
| ------ | -- | ---------------------- | ------------------ | -------- | --------- | --------- |
| 1      | 6  | David Coulthard        | Williams-Renault   | 1:54.670 | 1:53.241  |           |
| 2      | 5  | Damon Hill             | Williams-Renault   | 1:55.677 | 1:54.057  | + 0.816   |
| 3      | 1  | Michael Schumacher     | Benetton-Renault   | 1:57.056 | 1:54.272  | + 1.031   |
| 4      | 15 | Eddie Irvine           | Jordan-Peugeot     | 1:56.615 | 1:54.381  | + 1.140   |
| 5      | 8  | Mika Häkkinen          | McLaren-Mercedes   | 1:56.449 | 1:54.529  | + 1.288   |
| 6      | 27 | Jean Alesi             | Ferrari            | 1:55.213 | 1:54.637  | + 1.396   |
| 7      | 4  | Mika Salo              | Tyrrell-Yamaha     | 1:57.738 | 1:54.757  | + 1.516   |
| 8      | 28 | Gerhard Berger         | Ferrari            | 1:56.260 | 1:55.276  | + 2.035   |
| 9      | 30 | Heinz-Harald Frentzen  | Sauber-Ford        | 1:55.583 | 1:56.168  | + 2.342   |
| 10     | 14 | Rubens Barrichello     | Jordan-Peugeot     | 1:56.746 | 1:56.114  | + 2.873   |
| 11     | 2  | Johnny Herbert         | Benetton-Renault   | 1:57.068 | 1:57.341  | + 3.827   |
| 12     | 9  | Gianni Morbidelli      | Footwork-Hart      | 1:57.684 | 1:57.092  | + 3.851   |
| 13     | 24 | Luca Badoer            | Minardi-Ford       | 1:57.167 | 1:57.657  | + 3.926   |
| 14     | 12 | Jos Verstappen         | Simtek-Ford        | 2:02.410 | 1:57.231  | + 3.990   |
| 15     | 3  | Ukyo Katayama          | Tyrrell-Yamaha     | 1:59.909 | 1:57.484  | + 4.243   |
| 16     | 23 | Pierluigi Martini      | Minardi-Ford       | 1:58.066 | 2:01.059  | + 4.825   |
| 17     | 7  | Mark Blundell          | McLaren-Mercedes   | 1:58.660 | 1:58.767  | + 5.419   |
| 18     | 26 | Olivier Panis          | Ligier-Mugen/Honda | 1:59.204 | 1:58.824  | + 5.583   |
| 19     | 25 | Aguri Suzuki           | Ligier-Mugen/Honda | 2:01.446 | 1:58.882  | + 5.641   |
| 20     | 11 | Domenico Schiattarella | Simtek-Ford        | 2:02.806 | 1:59.539  | + 6.298   |
| 21     | 29 | Karl Wendlinger        | Sauber-Ford        | 2:01.774 | 2:00.751  | + 7.510   |
| 22     | 17 | Andrea Montermini      | Pacific-Ford       | 2:01.763 | 43:31.316 | + 8.522   |
| 23     | 16 | Bertrand Gachot        | Pacific-Ford       | 2:04.050 | 2:09.359  | + 10.809  |
| 24     | 22 | Roberto Moreno         | Forti-Ford         | 2:04.481 | 2:15.398  | + 11.240  |
| 25     | 21 | Pedro Paulo Diniz      | Forti-Ford         | 2:05.932 | Sem tempo | + 12.691  |
| 26     | 10 | Taki Inoue             | Footwork-Hart      | 2:07.298 | Sem tempo | + 14.057  |
| Fonte: |    |                        |                    |          |           |           |

### Corrida
| Pos.   | Nº | Piloto                 | Construtor         | Voltas | Tempo/Diferença      | Grid | Pontos |
| ------ | -- | ---------------------- | ------------------ | ------ | -------------------- | ---- | ------ |
| 1      | 5  | Damon Hill             | Williams-Renault   | 72     | 1'53:14.532          | 2    | 10     |
| 2      | 27 | Jean Alesi             | Ferrari            | 72     | + 6.407              | 6    | 6      |
| 3      | 1  | Michael Schumacher     | Benetton-Renault   | 72     | + 33.376             | 3    | 4      |
| 4      | 2  | Johnny Herbert         | Benetton-Renault   | 71     | + 1 volta            | 11   | 3      |
| 5      | 30 | Heinz-Harald Frentzen  | Sauber-Ford        | 70     | + 2 voltas           | 9    | 2      |
| 6      | 28 | Gerhard Berger         | Ferrari            | 70     | + 2 voltas           | 8    | 1      |
| 7      | 26 | Olivier Panis          | Ligier-Mugen/Honda | 70     | + 2 voltas           | 18   |        |
| 8      | 3  | Ukyo Katayama          | Tyrrell-Yamaha     | 69     | + 3 voltas           | 15   |        |
| 9      | 11 | Domenico Schiattarella | Simtek-Ford        | 68     | + 4 voltas           | 20   |        |
| NC     | 21 | Pedro Paulo Diniz      | Forti-Ford         | 63     | + 9 voltas           | 25   |        |
| NC     | 22 | Roberto Pupo Moreno    | Forti-Ford         | 63     | + 9 voltas           | 24   |        |
| Ret    | 4  | Mika Salo              | Tyrrell-Yamaha     | 48     | Colisão              | 7    |        |
| Ret    | 25 | Aguri Suzuki           | Ligier-Mugen/Honda | 47     | Colisão              | 19   |        |
| Ret    | 23 | Pierluigi Martini      | Minardi-Ford       | 44     | Spun off             | 16   |        |
| Ret    | 9  | Gianni Morbidelli      | Footwork-Hart      | 43     | Pane elétrica        | 12   |        |
| Ret    | 10 | Taki Inoue             | Footwork-Hart      | 40     | Spun off             | 26   |        |
| Ret    | 14 | Rubens Barrichello     | Jordan-Peugeot     | 33     | Pressão do óleo      | 10   |        |
| Ret    | 12 | Jos Verstappen         | Simtek-Ford        | 23     | Câmbio               | 14   |        |
| Ret    | 6  | David Coulthard        | Williams-Renault   | 16     | Pane eléctrica       | 1    |        |
| Ret    | 7  | Mark Blundell          | McLaren-Mercedes   | 9      | Vazamento de óleo    | 17   |        |
| Ret    | 15 | Eddie Irvine           | Jordan-Peugeot     | 6      | Motor                | 4    |        |
| Ret    | 17 | Andrea Montermini      | Pacific-Ilmor      | 1      | Colisão              | 22   |        |
| Ret    | 8  | Mika Häkkinen          | McLaren-Mercedes   | 0      | Colisão              | 5    |        |
| Ret    | 29 | Karl Wendlinger        | Sauber-Ford        | 0      | Colisão              | 21   |        |
| Ret    | 16 | Bertrand Gachot        | Pacific-Ilmor      | 0      | Colisão              | 23   |        |
| DNS    | 24 | Luca Badoer            | Minardi-Ford       | 0      | Bateu e não relargou | 13   |        |
| Fonte: |    |                        |                    |        |                      |      |        |

## Tabela do campeonato após a corrida
| Pos. | Piloto             | Pontos |
| ---- | ------------------ | ------ |
| 1    | Michael Schumacher | 14     |
| 2    | Damon Hill         | 10     |
| 3    | Jean Alesi         | 8      |
| 4    | David Coulthard    | 6      |
| 5    | Gerhard Berger     | 5      |

| Pos. | Construtor       | Pontos |
| ---- | ---------------- | ------ |
| 1    | Ferrari          | 13     |
| 2    | Williams-Renault | 10     |
| 3    | Benetton-Renault | 7      |
| 4    | McLaren-Mercedes | 4      |
| 5    | Sauber-Ford      | 2      |

- Nota: Somente as primeiras cinco posições estão listadas.